# Live at Montreux 1991/1992
Live at Montreux è un album live della cantautrice e pianista statunitense Tori Amos registrato tra il 1991 e il 1992, e pubblicato nel 2008. L'album contiene le esibizioni live della cantante effettuate al Montreux Jazz Festival.

## Tracce
L'album è formato da due dischi. Il primo disco contiene le esibizioni del 1991 al Montreux Jazz Festival, mentre il secondo quelle del 1992, sempre registrate allo stesso evento.
CD 1
1. Silent All These Years – 4:14
2. Precious Things – 4:29
3. China – 5:16
4. Crucify – 5:21
5. Leather – 3:04
6. Song for Eric – 1:19
7. Upside Down – 4:33
8. Happy Phantom – 3:23
9. Winter – 5:28
10. Thank You – 3:19

Durata totale: 40:26
CD 2
1. Little Earthquakes – 5:43
2. Crucify – 5:31
3. Silent All These Years – 4:40
4. Precious Things – 4:58
5. Happy Phantom – 3:07
6. Whole Lotta Love/Thank You – 3:42
7. Me and a Gun – 4:50
8. Winter – 6:06
9. Smells Like Teen Spirit – 3:11

Durata totale: 41:48

## Pubblicazione
| Paese       | Data              | Etichetta       | Formato               |
| ----------- | ----------------- | --------------- | --------------------- |
| Canada      | 14 ottobre 2008   | Eagle Records   | CD, download digitale |
| Canada      | 14 ottobre 2008   | Eagle Eye Media | DVD                   |
| Regno Unito | 22 settembre 2008 | Eagle Records   | CD                    |
| Regno Unito | 22 settembre 2008 | Eagle Eye Media | DVD                   |
| Regno Unito | 1º dicembre 2008  | Eagle Eye Media | Blu-ray               |
| Stati Uniti | 30 settembre 2008 | Eagle Records   | CD, download digitale |
| Stati Uniti | 30 settembre 2008 | Eagle Eye Media | DVD                   |
| Stati Uniti | 9 dicembre 2008   | Eagle Eye Media | Blu-ray               |